# Mis palabras al viento
Mis palabras al viento es un poemario publicado por la escritora peruana Rosa Cerna Guardia, en 1968 el poemario fue premiado con el segundo lugar del III Concurso de Cuento y Poesía de la Asociación Universitaria Nisei del Perú. Sin embargo, este poemario no vería la luz pública sino hasta más de 40 años después, en marzo del 2009, en una edición publicada por la Asamblea Nacional de Rectores.
Este poemario puede ser encontrado de forma virtual en la página de la Biblioteca Municipal de Huaraz.
Este poemario consta de 52 páginas, en las cuales se pueden encontrar 33 poemas de diversos temas, también se pueden encontrar acompañadas de algunas ilustraciones de paisajes de nevados.

## Títulos de los poemas
- «Palabras al Viento»
- «Calcomanías»
- «Traducciones»
- «Como la Estrella»
- «Claridad»
- «Cantarina»
- «Orígenes»
- «Instantánea»
- «Mis Escrituras»
- «Palabras»
- «El Agua»
- «Anotaciones»
- «A la Poesía»
- «El Final de la Lluvia»
- «Lección Diaria»
- «Receta para Escribir Poemas»
- «Los Sauces»
- «Petición de Sábado»
- «Enredadera»
- «Poema de estos Días»
- «Oración Diaria»
- «Mis Lecciones»
- «Paisaje»
- «Al Rio»
- «La Rueca»
- «Signos de Escritura»
- «Por la Luz»
- «Gluma»
- «Vocación»
- «Secreto»
- «Manía de Escribir»
- «Mi nombre»
- «Vientos Caseros»